# Heterothalamus
Heterothalamus,  es un género perteneciente a la familia Asteraceae. Comprende 15 especies descritas y solo 2 aceptadas.

## Taxonomía
El género fue descrito por Christian Friedrich Lessing y publicado en Linnea 5: 145. 1830.

## Especies
A continuación se brinda un listado de las especies del género Heterothalamus aceptadas hasta junio de 2011, ordenadas alfabéticamente. Para cada una se indica el nombre binomial seguido del autor, abreviado según las convenciones y usos.
- Heterothalamus alienus (Spreng.) Kuntze
- Heterothalamus psiadioides Less.